# Protosuberites longispiculus
Protosuberites longispiculus är en svampdjursart som först beskrevs av Burton 1959.  Protosuberites longispiculus ingår i släktet Protosuberites och familjen Suberitidae.
Artens utbredningsområde är havet kring Maldiverna. Inga underarter finns listade i Catalogue of Life.